# László Kelemen
László Keleman (1760–1814), węgierski aktor i reżyser. W roku 1790 utworzył pierwszy węgierski zawodowy zespół teatralny. Wystawiał w języku węgierskim sztuki rodzimych i zagranicznych autorów.